# أزمة الكوارتز

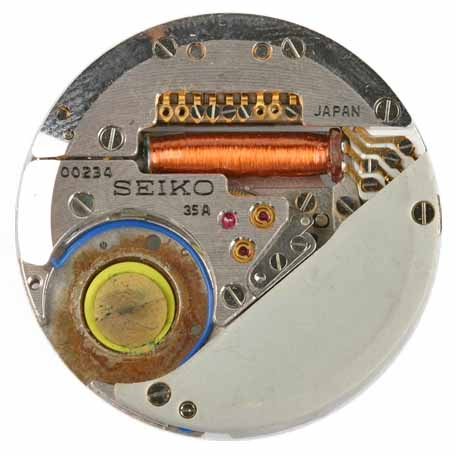
حركة الكوارتز لساعة سايكو أسترون، 1969

كانت أزمة الكوارتز (السويسرية) أو ثورة الكوارتز (الولايات المتحدة واليابان ودول أخرى) بمثابة الاضطراب في صناعة صناعة الساعاتالناجم عن ظهور ساعات الكوارتز في السبعينيات وأوائل الثمانينيات، والتي حلت محل الساعات الميكانيكية إلى حد كبير في جميع أنحاء العالم.   تسبب ذلك في تراجع كبير في صناعة الساعات السويسرية، التي اختارت أن تظل مركزة على الساعات الميكانيكية التقليدية، بينما تحولت غالبية إنتاج الساعات في العالم إلى شركات يابانية مثل سيكو وسيتيزن وكاسيو التي تبنت التكنولوجيا الإلكترونية الجديدة.   
حدثت أزمة الكوارتز في خضم الثورة الرقمية العالمية التي أعقبت الحرب العالمية الثانية (أو "الثورة الصناعية الثالثة").   بدأت الأزمة مع ساعة أسترون، أول ساعة كوارتز في العالم، والتي قدمتها شركة سيكو في ديسمبر 1969.     تضمنت التطورات الرئيسية استبدال الحركة الميكانيكية أو الكهروميكانيكية بحركة ساعة كوارتز بالإضافة إلى استبدال الشاشات التناظرية بشاشات رقمية مثل شاشات LED وشاشات الكريستال السائل (LCD) لاحقًا.    بشكل عام، تُعد ساعات الكوارتز أكثر دقة من الساعات الميكانيكية، بالإضافة إلى تكلفتها المنخفضة بشكل عام وبالتالي سعر البيع.   

## تاريخ

### قبل الأزمة

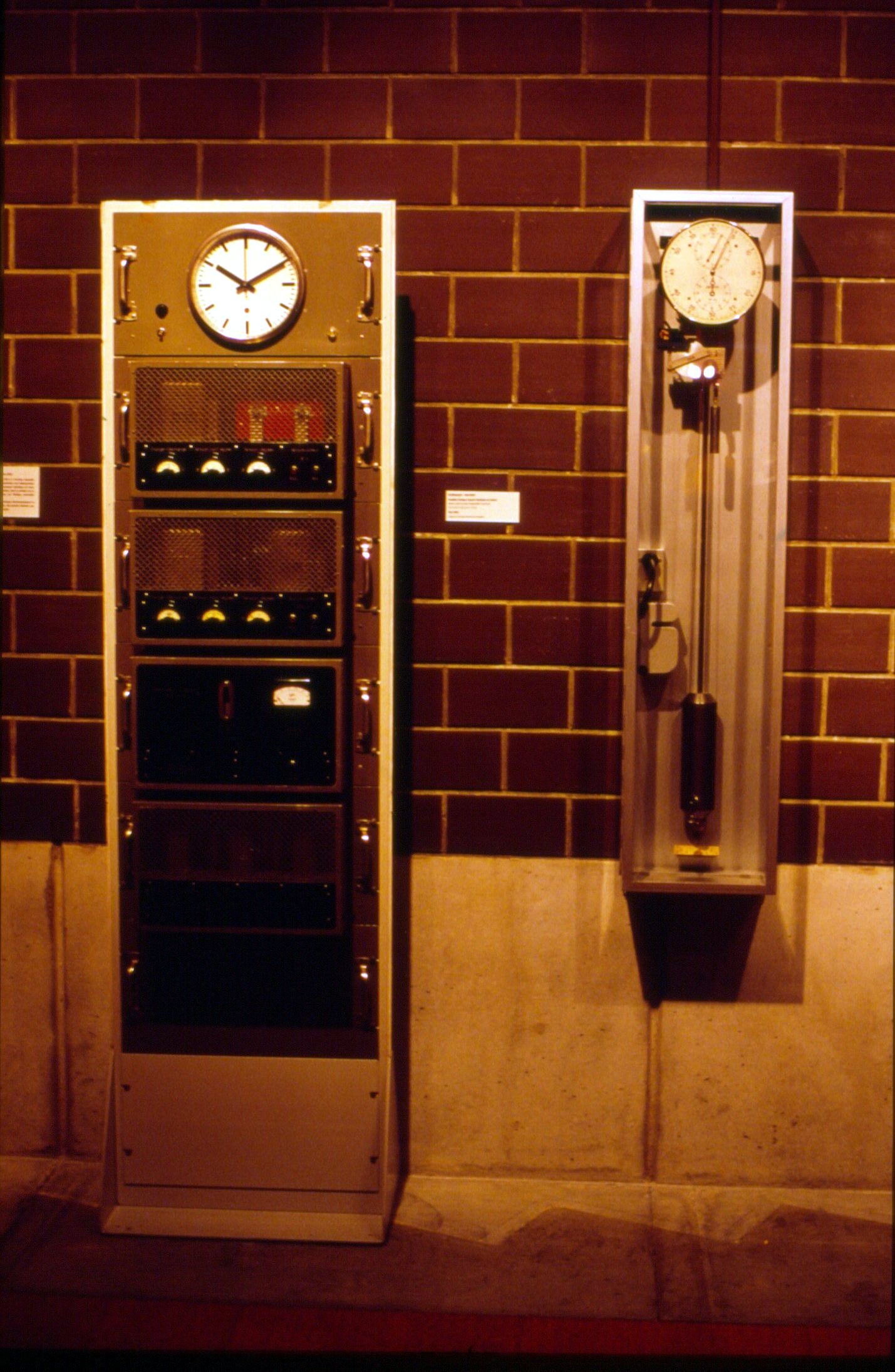
أول ساعة كوارتز سويسرية، صُنعت بعد الحرب العالمية الثانية (يسار)، معروضة في المتحف الدولي للساعات في لا شو دو فون

خلال الحرب العالمية الثانية، سمح الحياد السويسري لصناعة الساعات بمواصلة إنتاج أجهزة ضبط الوقت الاستهلاكية، بينما تحولت الدول الكبرى في العالم إلى إنتاج أجهزة التوقيت للذخائر العسكرية. ونتيجةً لذلك، تمتعت صناعة الساعات السويسرية باحتكارٍ فعلي. وازدهرت الصناعة في غياب أي منافسة حقيقية. وهكذا، قبل سبعينيات القرن العشرين، كانت صناعة الساعات السويسرية تستحوذ على 50% من سوق الساعات العالمي.
في أوائل الخمسينيات من القرن العشرين، أرست شركة إلجين للساعات في الولايات المتحدة وشركة ليب الفرنسية مشروعًا مشتركًا لإنتاج ساعة كهروميكانيكية - تعمل ببطارية صغيرة بدلاً من زنبرك فك - الأساس لساعة الكوارتز. وعلى الرغم من أن الشراكة أنتجت نماذج أولية فقط، إلا أنه في عام 1957 كانت أول ساعة تعمل بالبطارية في الإنتاج، وهي هاميلتون 500 المصنوعة في أمريكا.
في عام 1954، طور المهندس السويسري ماكس هيتزل ساعة يد إلكترونية تستخدم شوكة رنانة مشحونة كهربائيًا تعمل ببطارية 1.35 فولت.  رنت شوكة الرنين بدقة 360 هرتز، وكانت تُشغّل عقارب الساعة عبر سلسلة تروس كهروميكانيكية. سُميت هذه الساعة " أكيوترون" ، وسوّقتها شركة بولوفا ابتداءً من عام 1960. ورغم أن بولوفا لم تُصنّع أول ساعة يد تعمل بالبطارية، إلا أن "أكيوترون" كانت حافزًا قويًا، إذ كانت صناعة الساعات السويسرية آنذاك صناعة ناضجة ذات سوق عالمية راسخة، وأنماط تصنيع وتسويق ومبيعات راسخة.

### بداية الثورة
في أواخر الخمسينيات وأوائل الستينيات، تنافست كل من شركة سيكو ومجموعة من أفضل شركات الساعات السويسرية، بما في ذلك باتيك فيليب وبياجيه وأوميجا، بشراسة لتطوير أول ساعة كوارتز يدوية.   في عام 1962، تأسس مركز إلكترونيك هورلوجر، الذي يتكون من حوالي 20 مصنعًا سويسريًا للساعات، في نوشاتيل لتطوير ساعة كوارتز يدوية سويسرية الصنع، وفي الوقت نفسه في اليابان، كانت سيكو تعمل أيضًا على ساعة كهربائية وتطوير تقنية الكوارتز. 
كان أحد النجاحات الأولى ساعة كوارتز محمولة تُدعى ساعة سيكو كريستال كرونومتر QC-951. وقد استُخدمت هذه الساعة المحمولة كمؤقت احتياطي لسباقات الماراثون في دورة الألعاب الأولمبية الصيفية لعام 1964 في طوكيو.  في عام 1966، كشفت سيكو ولونجين عن نماذج أولية لأول ساعة جيب كوارتز في العالم في مسابقة مرصد نوشاتيل عام 1966.  في عام 1967، قدمت كل من إلكترونيك هورلوجر وسيكو نماذج أولية لساعات اليد الكوارتز إلى مسابقة مرصد نوشاتيل.  
في 25 ديسمبر 1969، كشفت سيكو عن ساعة أسترون، أول ساعة كوارتز في العالم، والتي مثلت بداية ثورة الكوارتز.     وصلت أول ساعة كوارتز سويسرية تناظرية - إيبوشس SA بيتا 21 - إلى معرض بازل عام 1970.   صدرت بيتا 21 من قبل العديد من الشركات المصنعة بما في ذلك أوميغا إلكترو كوارتز. في 6 مايو 1970، قدمت شركة هاميلتون ساعة بولزر - أول ساعة إلكترونية رقمية في العالم.  في عام 1971، قدمت شركة جيرارد بيريجو عيار 350، بدقة معلنة في حدود 0.164 ثانية في اليوم، والتي كانت تحتوي على مذبذب كوارتز بتردد 32,768 هرتز، الذي كان أسرع من حركات ساعات الكوارتز السابقة وأصبح منذ ذلك الحين تردد التذبذب المستخدم في معظم ساعات الكوارتز.   جعلت شركة سيكو براءات الاختراع الرئيسية متاحة للعامة لتسهيل التبني الواسع النطاق لتكنولوجيا الكوارتز، مما جعلها المعيار الصناعي. 

### صعود الكوارتز

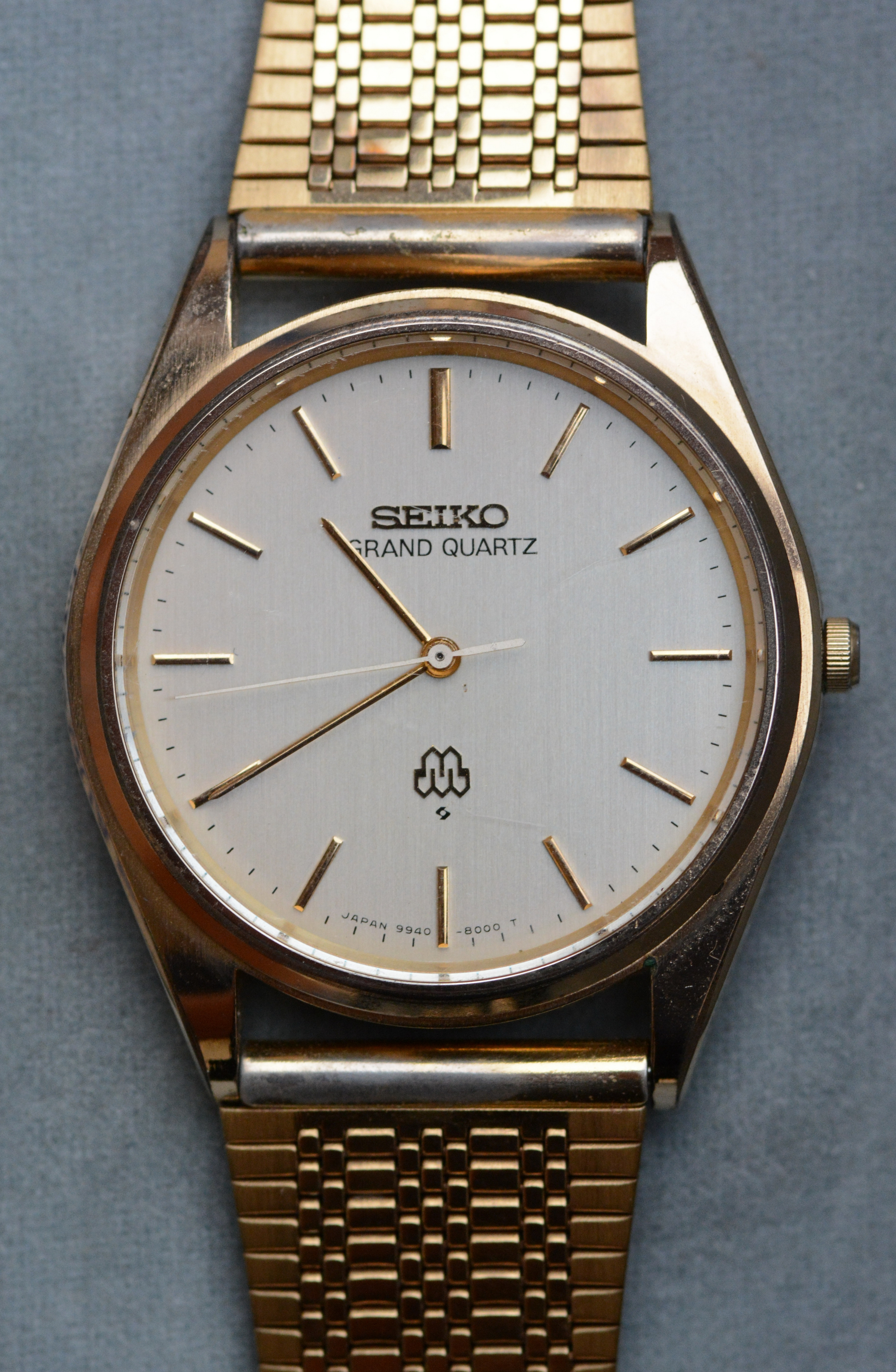
ساعة سيكو جراند كوارتز، أُنتجت عام 1978

في عام 1974، طرحت أوميغا ساعة أوميغا مارين كرونوميتر، أول ساعة كوارتز تُعتمد ككرونومتر بحري، بدقة تصل إلى 12 ثانية سنويًا باستخدام دائرة كوارتز تُنتج 2,4 مليون ذبذبة في الثانية. في عام 1976، طرحت أوميغا ساعة أوميغا كرونو-كوارتز، أول كرونوغراف تناظري رقمي في العالم، والتي تبعتها في غضون 12 شهرًا ساعة كاليبر 1620، أول ساعة كرونوغراف يدوية من الشركة بشاشة LCD بالكامل.
على الرغم من هذه التطورات الهائلة، تردد السويسريون في تبني ساعات الكوارتز. في ذلك الوقت، كانت الساعات الميكانيكية السويسرية تهيمن على الأسواق العالمية. إضافةً إلى ذلك، كان التميز في صناعة الساعات جزءًا كبيرًا من الهوية الوطنية السويسرية. وانطلاقًا من موقعها القوي في السوق، ومع وجود صناعة ساعات وطنية منظمة على نطاق واسع وعميق لتعزيز الساعات الميكانيكية، اعتقد الكثيرون في سويسرا أن التحول إلى الساعات الإلكترونية غير ضروري. ومع ذلك، أدرك آخرون خارج سويسرا الميزة وطوروا التكنولوجيا بشكل أكبر. وبحلول عام 1978، تجاوزت ساعات الكوارتز الساعات الميكانيكية في شعبيتها، مما أدى إلى غرق صناعة الساعات السويسرية في أزمة، وفي الوقت نفسه عزز كل من صناعتي الساعات اليابانية والأمريكية. تميزت هذه الفترة بنقص الابتكار في سويسرا في الوقت الذي كانت فيه صناعات الساعات في الدول الأخرى تستفيد استفادة كاملة من التقنيات الناشئة، وتحديدًا تكنولوجيا ساعات الكوارتز، ومن هنا جاء مصطلح "أزمة الكوارتز".
نتيجةً للاضطرابات الاقتصادية التي أعقبت ذلك، أصبحت العديد من دور الساعات السويسرية الشهيرة والمربحة سابقًا مُفلسة أو اختفت. وقد أحدثت هذه الفترة اضطرابًا كبيرًا في صناعة الساعات السويسرية اقتصاديًا ونفسيًا. وخلال سبعينيات وأوائل ثمانينيات القرن الماضي، أدت الاضطرابات التكنولوجية، مثل ظهور تقنية الكوارتز، والوضع الاقتصادي الصعب إلى تقليص حجم صناعة الساعات السويسرية. فبين عامي 1970 و1983، انخفض عدد صانعي الساعات السويسريين من 1600 إلى 600.  وبين عامي 1970 و1988، انخفض عدد العاملين في صناعة الساعات السويسرية من 90,000 إلى 28,000. 
خارج سويسرا، غالبًا ما يُشار إلى الأزمة باسم "ثورة الكوارتز"، وخاصةً في الولايات المتحدة حيث أفلست العديد من الشركات الأمريكية أو استحوذت عليها جهات أجنبية بحلول ستينيات القرن الماضي. عندما طُرحت ساعات الكوارتز لأول مرة عام 1969، سارعت الولايات المتحدة إلى اتخاذ زمام المبادرة التكنولوجية، ويعود ذلك جزئيًا إلى أبحاث الإلكترونيات الدقيقة للبرامج العسكرية والفضائية. بدأت شركات أمريكية مثل تكساس إنسترومنتس وفيرتشايلد لأشباه الموصلات وناشيونال سيميكوندكتور الإنتاج الضخم لساعات الكوارتز الرقمية وجعلتها في متناول الجميع.  لكن الوضع لم يدم طويلًا؛ فبحلول عام 1978، صدّرت هونغ كونغ أكبر عدد من الساعات الإلكترونية عالميًا، وانسحبت شركات أشباه الموصلات الأمريكية من سوق الساعات تمامًا. باستثناء تايمكس وبولوڤا، أفلست شركات الساعات الأمريكية التقليدية المتبقية، بما في ذلك هاملتون، وباعت علاماتها التجارية لمنافسين أجانب؛ وفي النهاية، باعت بولوڤا علامتها التجارية إلى شركة سيتيزن اليابانية عام 2008.

## العواقب

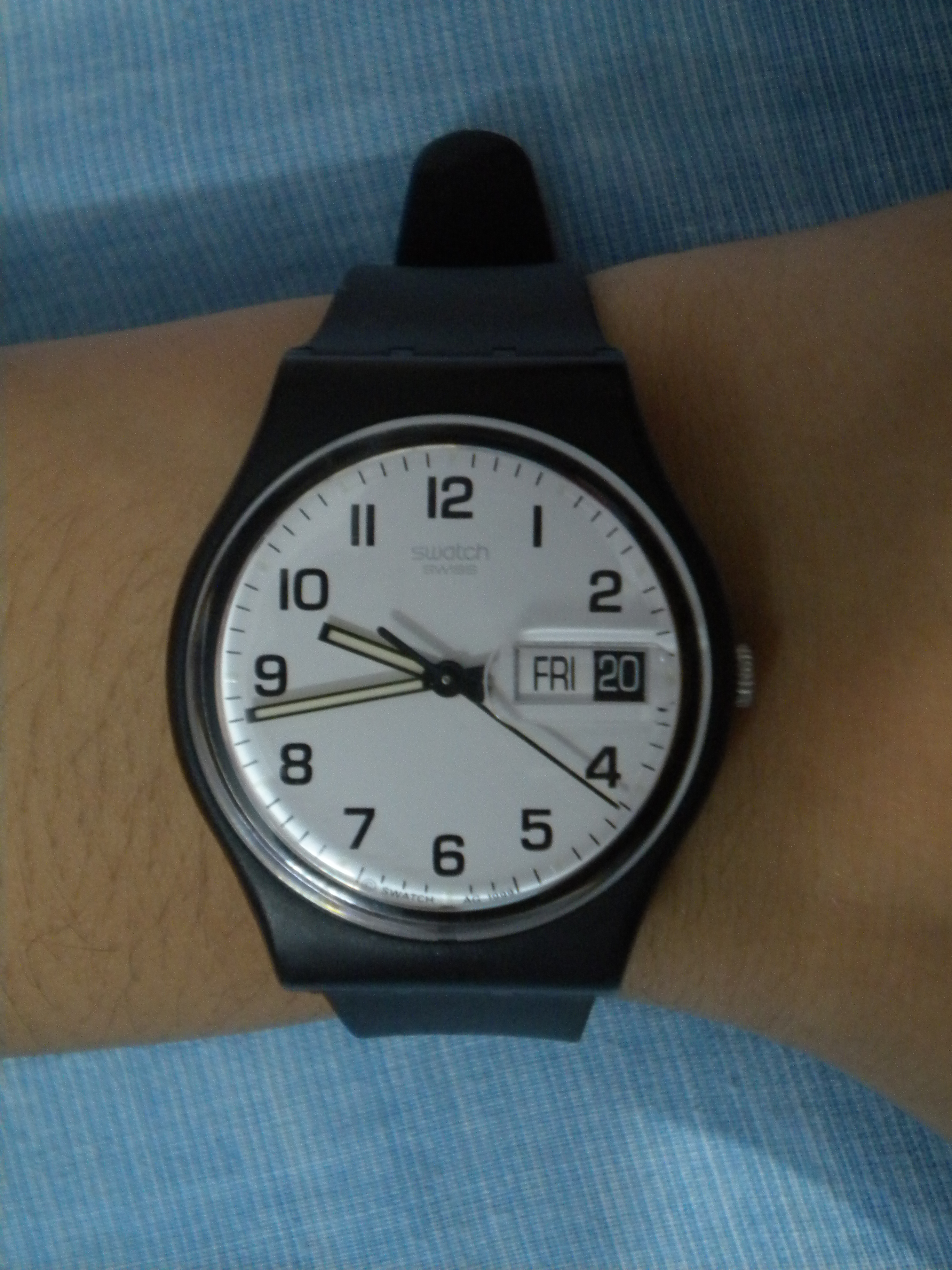
ساعة سواتش أقين

### مجموعة سواتش
بحلول عام 1983، وصلت الأزمة إلى نقطة حرجة. انخفضت صناعة الساعات السويسرية، التي كان لديها 1600 صانع ساعات في عام 1970، إلى 600.  في مارس 1983، اندمجت أكبر مجموعتين للساعات السويسرية، شركة صناعة الساعات السويسرية العامة المحدودة والجمعية السويسرية لصناعة الساعات، لتشكيل تحالف من أجل إنقاذ الصناعة.  تمت إعادة تسمية هذه المنظمة إلى جمعية الإلكترونيات الدقيقة وصناعة الساعات في عام 1986، ثم مجموعة سواتش في عام 1998.  سيكون لها دور فعال في إحياء صناعة الساعات السويسرية؛ اليوم، تعد مجموعة سواتش أكبر شركة لتصنيع الساعات في العالم. 
كان منتج سواتش مُغلَقًا في علبة بلاستيكية، ويُباع كسلعة ذو استخدام واحد مع احتمالية ضئيلة للإصلاح، وكان يحتوي على أجزاء متحركة أقل (51) من الساعات الميكانيكية (حوالي 91). علاوة على ذلك، كان الإنتاج آليًا بشكل أساسي، مما أدى إلى ربحية أعلى. حققت سواتش نجاحًا كبيرًا؛ ففي أقل من عامين، بيعت أكثر من 2.5 مليون ساعة سواتش.  إلى جانب خط إنتاج سواتش الخاص بها، استحوذت المجموعة أيضًا على علامات تجارية أخرى للساعات بما في ذلك بلانكبين وبريجيه وجلاشوت أوريجينال وهاري وينستون ولونجين وأوميغا وهاملتون وتيسو.  

### نهضة الساعات الميكانيكية
مع ذلك، لا يزال السوق العالمي الأكبر يعكس إلى حد كبير اتجاهات أخرى. ففي السوق المحلية الأمريكية، على سبيل المثال، كانت ساعات سواتش بمثابة موضة رائجة في ثمانينيات القرن الماضي، تعتمد بشكل كبير على تنوع الألوان والأنماط، وكان الجزء الأكبر من الإنتاج يأتي من مواقع خارجية مثل الصين واليابان، من علامات تجارية تهيمن عليها التقنيات الرقمية أو هجينة مثل كاسيو وتيمكس وأرميترون.
من ناحية أخرى، دفعت ثورة الكوارتز العديد من المصنّعين السويسريين إلى البحث عن ملجأ (أو الاستبعاد) في السوق الراقية، مثل باتيك فيليب، وفاشرون كونستانتين وأوديمار بيجيه ورولكس. وأصبحت الساعات الميكانيكية تدريجيًا سلعًا فاخرة تُقدّر لحرفيتها المتقنة، وجاذبيتها الجمالية، وتصميمها الجذاب، الذي يرتبط أحيانًا بالمكانة الاجتماعية لمالكيها، أكثر من كونها مجرد أدوات قياس وقت بسيطة.  

### صعود الساعات الذكية
منذ عام 2010، بدأت الساعات الذكية في زيادة حصتها بشكل كبير في سوق الساعات العالمية، وخاصة بعد إطلاق ساعة أبل في عام 2015.    هناك مخاوف بشأن تشكيل نوع جديد من الأزمات التي قد تهدد صناعة الساعات السويسرية بشكل أكبر.    

## روابط خارجية
- أحمر الشفاه، ساعات الأزمات، هلاك في طريق التباين؟
- حروب الساعات (سميثسونيان)
- الساعات تدق بإيقاع مختلف نسخة محفوظة 2007-09-30 على موقع واي باك مشين.
- إعلانات طباعة العينات من أوائل الثمانينيات